# Tekfur
Tekfur (in turco ottomano تكور, tekvur) era un titolo usato nel tardo periodo selgiuchide e all'inizio del periodo ottomano per riferirsi a sovrani cristiani minori indipendenti o semi-indipendenti o ai governatori bizantini locali in Asia Minore e Tracia.

## Origine e significato
L'origine del titolo è incerta. È stato ipotizzato che derivi dal nome imperiale bizantino Nikephoros, tramite l'arabo Nikfor. Talvolta si ritiene anche che derivi dall'armeno takavor, "re". Il termine e le sue varianti (tekvur, tekur, tekir, ecc.) iniziarono ad essere utilizzati dagli storici che scrivevano in persiano o turco nel XIII secolo, per riferirsi ai "signori bizantini o governatori di città e fortezze in Anatolia (Bitinia, Ponto) e Tracia. Denotava spesso i capi bellici della frontiera bizantina, i comandanti degli akritai, ma anche i principi e gli imperatori bizantini stessi", ad esempio nel caso del Tekfur Sarayı, nome turco del Palazzo del Porfirogenito a Costantinopoli (oggi Istanbul).
Così lo storico selgiuchide del XIII secolo Ibn Bibi si riferisce ai re armeni della Cilicia come tekvur, mentre sia lui che l'epopea di Dede Korkut si riferiscono ai sovrani dell'Impero di Trebisonda come "tekvur di Djanit". Nel primo periodo ottomano, il termine fu usato sia per i governatori bizantini di fortezze e città, con i quali i turchi combatterono durante l'espansione ottomana nell'Anatolia nordoccidentale e in Tracia, ma anche per gli stessi imperatori bizantini, intercambiabilmente con malik ("re") e più raramente fasiliyus (una versione del titolo bizantino basileus). Lo storico moderno Hasan Çolak suggerisce che questo uso fosse almeno in parte una scelta deliberata, per riflettere le correnti realtà politiche e il declino di Bisanzio, che tra il 1371 e il 1394 e nuovamente tra il 1424 e la caduta di Costantinopoli nel 1453 fecero dello stato bizantino di groppa un vassallo tributario degli ottomani. Lo storico ottomano del XV secolo Enveri usa in modo alquanto univoco il termine tekfur anche per i sovrani franchi della Grecia meridionale e delle isole dell'Egeo.